# Nišava (district)
Pour les articles homonymes, voir Nišava.
Le district de Nišava (en serbe cyrillique : Нишавски округ ; en serbe latin : Nišavski okrug) est une subdivision administrative de la république de Serbie. Au recensement de 2011, il comptait 373 404 habitants. Le centre administratif du district de Nišava est la ville de Niš.
Le district est situé au sud-est de la Serbie.

## Villes et municipalités du district de Nišava
| Nom        | Superficie (en km²) | Population 2002 | Population 2011 | Statut       |
| ---------- | ------------------- | --------------- | --------------- | ------------ |
| Niš        | 597                 | 250 518         | 257 867         | Ville        |
| Aleksinac  | 707                 | 57 749          | 51 462          | Municipalité |
| Gadžin Han | 368                 | 10 464          | 8 357           | Municipalité |
| Doljevac   | 121                 | 19 561          | 18 441          | Municipalité |
| Merošina   | 193                 | 14 812          | 13 916          | Municipalité |
| Ražanj     | 325                 | 11 369          | 9 137           | Municipalité |
| Svrljig    | 497                 | 17 284          | 14 224          | Municipalité |
| Total      | 2 729               | 381 757         | 373 404         |              |

La ville de Niš est elle-même subdivisée en cinq municipalités :
| Nom         | Superficie (en km²) | Population 2002 | Population 2011 | Statut               |
| ----------- | ------------------- | --------------- | --------------- | -------------------- |
| Medijana    |                     | 87 405          | 88 010          | Municipalité urbaine |
| Niška Banja |                     | 15 359          | 14 098          | Municipalité urbaine |
| Palilula    |                     | 72 165          | 71 707          | Municipalité urbaine |
| Pantelej    |                     | 42 137          | 52 290          | Municipalité urbaine |
| Crveni krst |                     | 33 452          | 31 762          | Municipalité urbaine |
| Total       | 597                 | 250 518         | 257 867         |                      |